# Famille von der Mülbe
La famille von der Mülbe est une famille noble allemande de l'ancienne noblesse de Prusse-Occidentale.

## Histoire
La famille von der Mülbe est originaire de l'ancienne province prussienne de Prusse-Occidentale. Elle est d'une seule souche et d'un seul blason avec les Konopat et les Heselecht éteints et apparaît pour la première fois dans un document le 5 mars 1285 avec Peter von Heselecht. La lignée commence en 1376 avec Nicolaus von der Milbe, propriétaire héréditaire de Mylwe près de Neuenburg en Prusse-Occidentale. La famille s'installe plus tard dans le Mecklembourg, où elle devient fidéicommissaire de Boddin. Les membres de la famille non fortunés servent généralement dans l'armée prussienne, où ils occupent plusieurs fois des grades de généraux.

## Blason
En or un mur crénelé rouge ; sur le casque avec des lambequins rouges et or une aile d'aigle noir.

## Personnalités
- Christoph Ludwig von der Mülbe (de) (1709-1780), général de division prussien
- Hans Christoph Ludwig von der Mülbe (de) (1768–1811), général de division prussien
- Otto von der Mülbe (de) (1801-1891), général d'infanterie prussien
- Otto von der Mülbe (de) (1829-1916), lieutenant-général prussien
- Gustav von der Mülbe (de) (1831–1917), Generalleutnant prussien
- Wilhelm von der Mülbe (de) (1834–1909), Generalmajor prussien
- Franz von der Mülbe (1840–1915), General der Infanterie prussien
- Wolf-Heinrich von der Mülbe (de) (1879–1965), écrivain